# Roberto Cano (actor)
Roberto Eduardo Cano Vejarano (Bogotá, 5 de febrero de 1973) es un actor y pintor colombiano.

## Biografía

### Vida privada
Roberto Cano desde muy temprana edad descubrió su don para la actuación. Inicio a los 7 años de edad en la serie Pequeños Gigantes. También estudio Diseño Gráfico. Se casó en 2002 con la también actriz Carolina Acevedo, a quien había conocido mientras protagonizaban Pobre Pablo dos años antes. Se separaron en 2004.

## Filmografía

### Televisión
| Año       | Tituló                                   | Personaje                 |
| --------- | ---------------------------------------- | ------------------------- |
| 2024      | La sustituta                             |                           |
| 2024      | MasterChef Celebrity                     | Participante              |
| 2023      | Los Billis                               | Ernesto Vega              |
| 2022      | Cochina envidia                          | Jorge                     |
| 2022      | Las Villamizar                           | Bartolomé Hurtado         |
| 2022      | Juanpis González: La serie               | Antonio                   |
| 2022-2024 | Primate                                  | El Gordo                  |
| 2021      | Lala's Spa                               |                           |
| 2019      | Relatos Retorcidos: Terremoto en Santafé |                           |
| 2019      | La Junta                                 | Miguel Ramírez            |
| 2019      | De levante                               | Ricardo                   |
| 2018      | Distrito salvaje                         | Senator Edgar Santos      |
| 2018      | Nadie me quita o bailao                  | John Ríos                 |
| 2017      | Narcos                                   | Dario                     |
| 2017      | La ley del corazón                       | jose miguel ordoñez       |
| 2016      | Azúcar                                   | Timoleon Restrepo Camacho |
| 2016      | La esclava blanca                        | Felipe Restrepo           |
| 2013      | Comando Elite                            | Mayor Jacobo Fierro       |
| 2012      | Lynch                                    | Alberto                   |
| 2012      | El capo 2                                | Burro                     |
| 2012      | ¿Donde está Elisa?                       | Briceño                   |
| 2012      | El laberinto                             | Andrés Acero              |
| 2011      | La mariposa                              | Raúl                      |
| 2011      | Correo de inocentes                      | Novio de Cristina         |
| 2011      | Ojo por ojo                              | Adriano Monsalve          |
| 2010      | Los caballeros las prefieren brutas      | Ricaro                    |
| 2010      | Operación Jaque                          | Oficial 1                 |
| 2010      | Amor sincero                             | Antonio                   |
| 2009      | Pandillas, guerra y paz II               | Padre Miguel              |
| 2009      | Regreso a a guaca                        |                           |
| 2008      | Mujeres asesinas                         |                           |
| 2008      | La dama de Troya                         | Martín Acero              |
| 2008      | Sin retorno                              | Luis                      |
| 2008      | Amores en conflicto                      | Pobre Pablo               |
| 2007      | Tiempo final                             | Jorge                     |
| 2007      | Zona rosa                                | Federico                  |
| 2006      | Hasta que la plata nos separe            | David Veles               |
| 2006      | Merlina mujer divina                     | Salvatore                 |
| 2005      | Enigmas del más allá                     | David Guerrero            |
| 2003      | Punto de giro                            | Fernando Bonilla          |
| 2002      | Siete veces Amada                        | Daniel Alcázar            |
| 2000      | Pobre Pablo                              | Pablo Herminio Guerrero   |
| 1999      | Francisco el Matemático                  | Douglas Cifuentes         |
| 1999      | El fiscal                                | Milton Barrios            |
| 1999      | Julius                                   |                           |
| 1998      | Perro amor                               | Doctor Jaime Monsalve     |
| 1997      | La mujer del presidente                  | Andrés Acero              |
| 1996      | La viuda de Blanco                       | Ricardo                   |
| 1996      | La sombra del deseo                      | Camilo                    |
| 1995      | Clase aparte                             |                           |
| 1995      | Doble seis                               |                           |
| 1980      | Pequeños gigantes                        |                           |

## Cine
| Año  | Título                  | Personaje              | Notas |
| ---- | ----------------------- | ---------------------- | ----- |
| 2023 | Perder es ganar un poco | José                   |       |
| 2018 | ¿Cómo te llamas?        | Miguel                 |       |
| 2020 | Las mejores familias    | Jano                   |       |
| 2015 | Malos Días              | Ramírez                |       |
| 2012 | La Lectora              | Escolta de "El Patrón" |       |
| 2011 | Federal                 | Matias                 |       |
| 2007 | Hacia la oscuridad      | Pedro                  |       |

## Premios y nominaciones

### Premio India Catalina
| Año  | Categoría               | Telenovela o serie | Resultado |
| ---- | ----------------------- | ------------------ | --------- |
| 2001 | Mejor actor protagónico | Pobre Pablo        | Ganador   |

### Premio TVyNovelas
| Año  | Categoría                             | Telenovela o serie | Resultado |
| ---- | ------------------------------------- | ------------------ | --------- |
| 2014 | Mejor actor de reparto de serie       | Comando élite      | Ganador   |
| 2013 | Mejor actor de reparto de serie       | El Capo            | Nominado  |
| 2002 | Mejor actor protagónico de telenovela | Pobre Pablo        | Nominado  |
| 2001 | Mejor actor protagónico de telenovela | Pobre Pablo        | Nominado  |